# Goeldia
Goeldia is een geslacht van spinnen uit de familie rotskaardespinnen.

## Soorten
- Goeldia arnozoi (Mello-Leitão, 1924)
- Goeldia chinipensis Leech, 1972
- Goeldia luteipes (Keyserling, 1891)
- Goeldia mexicana (O. P.-Cambridge, 1896)
- Goeldia nigra (Mello-Leitão, 1917)
- Goeldia obscura (Keyserling, 1878)
- Goeldia patellaris (Simon, 1892)
- Goeldia tizamina (Chamberlin & Ivie, 1938)
- Goeldia zyngierae Almeida-Silva, Brescovit & Dias, 2009